# 롭 바틀릿
롭 바틀릿(영어: Rob Bartlett, 1957년 5월 18일 ~ )은 미국의 배우이다.
브루클린에서 태어났다.

## 영화
- 어글리 베티 (2006년)
- 테이블 원 (2000년)
- Law & Order : 성범죄전담반 1 (1999년)